# Castelvetere sul Calore
Castelvetere sul Calore község (comune) Olaszország Campania régiójában, Avellino megyében.

## Fekvése
A megye központi részén fekszik. Határai: Chiusano di San Domenico, Montemarano, Paternopoli, San Mango sul Calore és Volturara Irpina.

## Története
Első említése a 10. századból származik. A következő századokban nemesi birtok volt. A 19. században nyerte el önállóságát, amikor a Nápolyi Királyságban felszámolták a feudalizmust. Neve a latin Castellum Vetusból származik, melynek jelentése öreg vár, amely az itt található longobárd várra utal. 

## Népessége
A népesség számának alakulása:

## Főbb látnivalói
- a középkori vár
- a 15. századi Madonna delle Grazie-templom
- a 16. századi Santa Assunta-templom
- a Fontana del Zoppo (díszkút)